# Helene Gossing
Helene Gossing (* 21. Mai 1886 als Helene Viol  in Breslau; † 3. November 1944 Strafanstalt Plötzensee, Berlin) war eine deutsche Hausfrau und ein Opfer der NS-Kriegsjustiz.

## Leben und Wirken
1944 lebte Gossing als Witwe in Leipzig. Am Abend des 20. Juli 1944 hörte sie während eines Urlaubes bei einem Gastwirt in der Nähe von Marienbad die Rundfunkmeldung vom Scheitern des Attentates auf Adolf Hitler vom selben Tag. In Gegenwart des Wirts und eines Straßenwärters äußerte sie dann, dass es bedauerlich sei, dass Hitler mit dem Leben davongekommen sei. Stattdessen hätten nun die armen Generale dran glauben müssen. Viele Leute wären über einen Erfolg des Anschlags froh gewesen, weil dann der Krieg sehr bald zu Ende gewesen wäre. Außerdem erklärte sie, dass der Nationalsozialismus im Grunde nichts anderes sei als eine verfeinerte Form von Kommunismus, eine Art „Edelkommunismus“.
Nachdem der Wirt und/oder der Straßenwärter Gossing denunzierten, wurde sie verhaftet, im Frauengefängnis Barnimstraße inhaftiert und vor dem Volksgerichtshof angeklagt. Am 18. Oktober 1944 wurde sie für schuldig befunden und zum Tode verurteilt. In der Urteilsbegründung wurde ausgeführt:
„Sie hat sich also mit den Verrätern vom 20. Juli identifiziert und dadurch mit dazu beigetragen, unsere Kraft zu mannhafter Wehr und damit wir uns in diesem Kriege ganz vertrauensvoll und unbeschwert für den Sieg einsetzen können, zu schwächen (§5 KSSVO). [...] Wer im Vollbesitz seiner geistigen Kräfte so gemeinsame Sache mit den Verrätern macht, der muß auch ihr Schicksal teilen, damit wir als Volk sauber bleiben, denn nur als sauberes Volk können wir bestehen. Deshalb hat Frau G., die durch ihre Tat ihre Ehrlosigkeit für immer bewiesen hat, die Todesstrafe verdient. Wenn wir anders urteilen würden, würden wir unsere Soldaten an der Front und unseres Volkes Leben und Siegeswillen verraten.“
Das Todesurteil wurde in der Strafanstalt Plötzensee vollstreckt.